# Antonio Valín
Antonio José Valín Valdés (Ribadeo, 24 de febrero de 1968) es un obispo católico español, obispo de Tuy-Vigo desde 2024.

## Biografía
Nació el 24 de febrero de 1968, en el municipio español de Ribadeo, Lugo.
Realizó la ESO y bachillerato en el Colegio Sagrado Corazón y en el Instituto Dionisio Gamallo de su ciudad natal.
En octubre de 1986, ingresó en el Teologado diocesano de Santiago de Compostela, estudiando en el Instituto Teológico Compostelano, donde obtuvo la licenciatura y el bachillerato en Teología en 1992. Consiguió una maestría en Comunicación cristiana por la Universidad Pontificia de Salamanca.

### Sacerdocio
Su ordenación sacerdotal fue el 14 de marzo de 1993, en la catedral de Mondoñedo, a manos del obispo José Gea Escolano; incardinándose en la diócesis de Mondoñedo-Ferrol.
Fue formador y profesor (1992-1999), y director espiritual (2006/2011) del Real Seminario Conciliar de Santa Catalina de Mondoñedo. De igual manera, fue director espiritual del Seminario menor (2011) y formador de seminaristas menores diocesanos (2019). También fue director de la residencia universitaria «Domus Ecclesiae» en Ferrol (2000), y docente del Instituto Superior de Ciencias Religiosas «San Agustín» y de la Escuela Diocesana de Teología (EDT).
Fue subdelegado de Pastoral Juvenil, en la Vicaría de Ferrol (1999), delegado diocesano de Pastoral vocacional (2002), delegado episcopal de Pastoral de Infancia y Juventud (2007), secretario de Pastoral (2015-2016) y vicario episcopal para la Evangelización (2017).
Además, fue miembro de la delegación de Pastoral Vocacional y del COV de Viveiro, del Consejo Presbiteral, del Colegio de Asesores, del Consejo Diocesano de Gobierno y del Consejo Pastoral.
Fue miembro del equipo sacerdotal de Villalba-Abadín-Germade (2007-2012), párroco de Santa María la Mayor San Saturnino (1999-2001), párroco de Santiago de Foz y otras parroquias de la zona (2012-2019). Además, fue arcipreste de Tierra Llana (2006/2009), y de Mondoñedo (2012/2016/2019), y delegado para el Año Jubilar de la Misericordia ( 2015). Fue párroco in solidum y moderador de Unidad de Atención Pastoral (UAP) de Foz (2019-2024).
Fungió como concejal del "Colectivo Campamento Diocesano" (2003-2024). Asimismo, como canónigo de la catedral de Mondoñedo (2018-2024), y vicario general y moderador de la curia (2021-2024).
El 21 de diciembre de 2020, tras la posesión Luis Ángel de las Heras en León, fue elegido por el Colegio de Consultores como administrador diocesano, cargo que ejerció hasta la posesión del nuevo obispo Fernando García Cadiñanos el 4 de septiembre de 2021.
Ha colaborado en el programa «El Espejo de la diócesis» de COPE Ferrol y en la revista Dumio.

### Episcopado
El 25 de mayo de 2024, el papa Francisco lo nombró obispo de Tuy-Vigo. En su primera carta tras ser nombrado obispo subrayó: "compartir quién soy, mis sueños, esperanzas, la alegría de la fe y la pasión por el Evangelio y el Reino del Señor, especialmente con los más pobres y descartados de nuestra sociedad".
Fue consagrado el 20 de julio del mismo año, en la Catedral de Tuy; a manos del arzobispo Francisco José Prieto. Tomó posesión canónica el mismo día de su ordenación. Es el tercer obispo nacido en Ribadeo, tras haber sido nombrado el primero, Pedro Sarmiento de Villandrando, en 1524, y el segundo, Laureano Veres Acevedo, en el siglo XIX.
En la Conferencia Episcopal Española es, desde noviembre de 2024, miembro de la Comisión Episcopal para la Pastoral social y Promoción humana.